# Samuel Hutton
Samuel Hutton est un cavalier britannique de saut d'obstacles.
Il monte pour les écuries de l’Égyptien Abdel Saïd depuis 2013.
Après une absence de la compétition pendant cinq ans, il fait son retour en 2022.
Son cheval Oak Grove's Laith, alias Bentley de Riverland, est vendu aux enchères le 12 décembre 2023, alors qu'il représentait un potentiel atout de qualification pour les Jeux olympiques d'été de 2024.

## Palmarès
Il remporte le CSI4* de Wellington en février 2022.
Il participe aux championnats d'Europe de saut d'obstacles de 2023 avec Oak Grove's Laith. Cependant, le couple y réalise une mauvaise performance, avec huit points de pénalité. 